# Бадяга (лекарственное средство)
Бадя́га, либо бодя́га (лат. Spongilla), — лекарственное средство, препарат животного происхождения, обладающий местным раздражающим, противовоспалительным и анальгезирующим действием. Получают высушиванием колоний пресноводных губок из семейства бадяговых (Spongillidae): озёрной бадяги (Spongilla lacustris), речной бадяги (Ephydatia fluviatilis). Назначается при гематомах.

## Общие сведения
Бадяга — традиционное народное средство от синяков, ушибов, ревматизма, и «колотья в боку». Растертые в порошок высушенные губки применялись для растирания кожи, либо как мазь в смеси с жиром или водой для наложения на кожу. Лекарство из бадяги применялось также как внутреннее средство для лечения золотухи.
Из народной медицины использование бадяги перешло вo врачебную практику в России, а затем и в Европе. Порошок бадяги вывозился из России на экспорт вплоть до Первой мировой войны, и вследствие этого слово badiaga из русского языка вошло в названия нескольких видов пресноводных губок (Badiaga lacustris, Badiaga fluviatilis) и использовалось как синонимичное для рода Ephydatia, прежде всего в немецкой традиции. В медицинской литературе XIX века отмечалось применение бадяги после телесных наказаний. В XX веке бадяга на какое-то время вышла из арсенала современной медицины, хотя использовалась в составе гомеопатических средств; так, в 1930-е годы в Европе отмечалось использование настойки «die Badiaga-Tinktur», якобы помогавшей от целого ряда болезней.
Порошок бадяги, несмотря на вред при длительном употреблении, традиционно использовался как косметическое средство как дешёвая замена румян. Румянец при этом вызывается мелкими кровоизлияниями из-за микротравм, причиняемых втиранием в кожу спикул — микроскопических игл кремнезёма, составляющих внутренний «скелет» губки). Использование этого средства в актёрской среде породило фразеологизм «разводить бодягу» в значении «заниматься пустяками, ерундой», «заводить пустые разговоры».

## Лекарственная форма
Порошок для приготовления суспензии для наружного применения.

## Фармакологическое действие
Оказывает местнораздражающее действие (обусловленное содержанием микроскопических иголок оксида кремния).

## Показания
Радикулит, артрит, ревматизм, кровоподтёки.

## Способ применения и дозы
Наружно. При ушибах и кровоподтеках: к порошку добавить кипяченую воду, размешать до получения кашицеобразной массы, тампоном наложить на кожу и пальцами (в резиновых перчатках) втирать в кожу; через 20 мин после подсыхания смыть водой.
При радикулитах, ревматических и невралгических болях: к порошку добавить растительное масло, размешать; полученную массу втирать в пораженные участки. При сильном жжении состав смыть водой, при лёгком — оставить на сутки.

## Противопоказания
Гиперчувствительность, нарушение целостности кожных покровов в местах предполагаемого применения.

## Побочные эффекты
Аллергические реакции, гиперемия кожи.
При продолжительном использовании порошка бадяги для растирания кожа теряет эластичность, приобретает синюшный оттенок, возрастает вероятность кожных заболеваний.